# Cabello negro

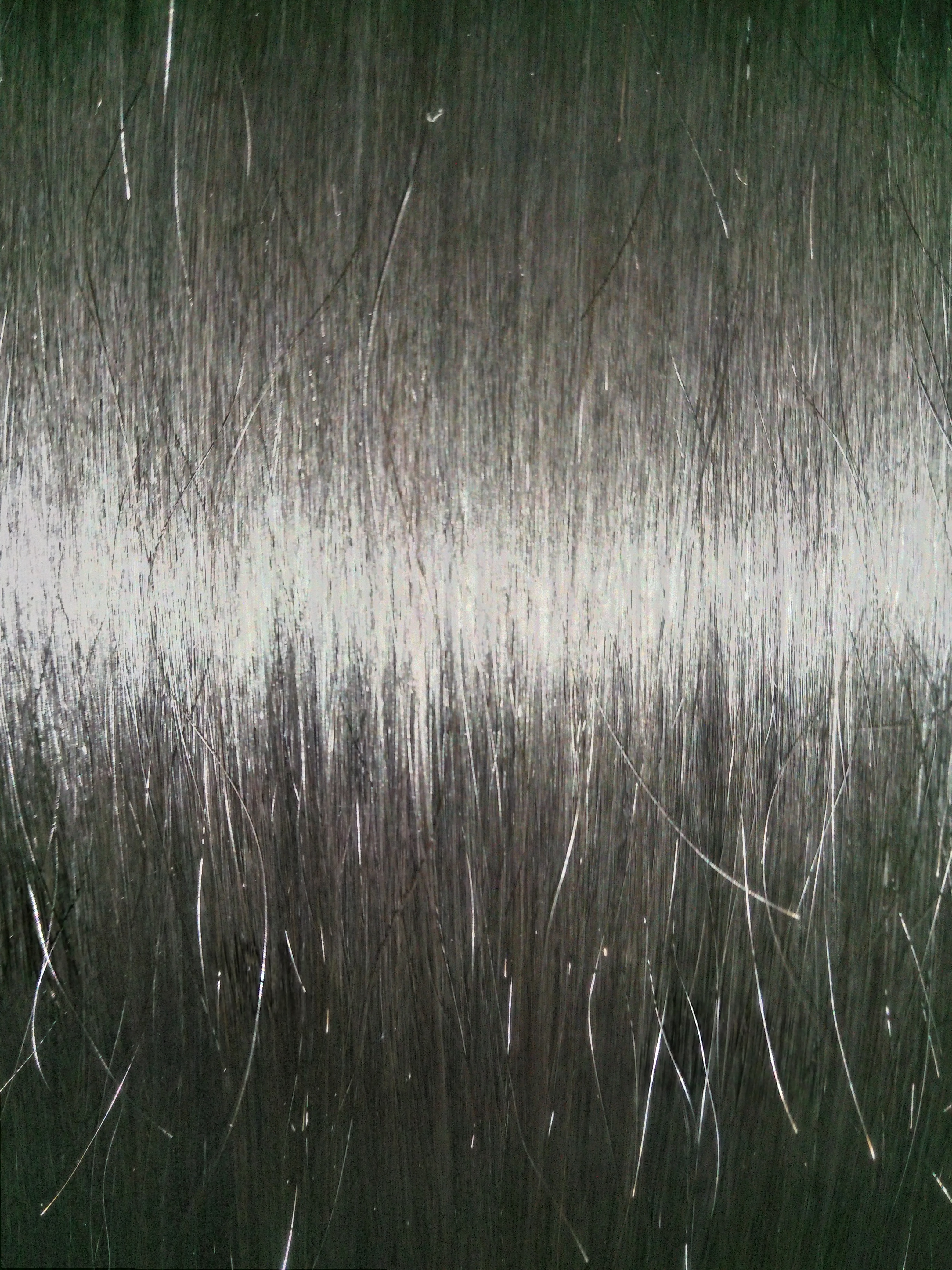
Imagen de un cabello negro.

El cabello negro o morocho es el tipo de cabello más oscuro y común entre los seres humanos. Se caracteriza por contener la mayor cantidad de eumelanina, un tipo de melanina responsable de los tonos oscuros.
El cabello negro presenta una gama de tonalidades que van desde el límite con el castaño muy oscuro (también llamado moreno en España) hasta el negro azulado, una tonalidad muy oscura con reflejos azules. En algunos países de Latinoamérica, el término morocho se utiliza para referirse a personas de piel clara con cabello oscuro.

## Distribución geográfica

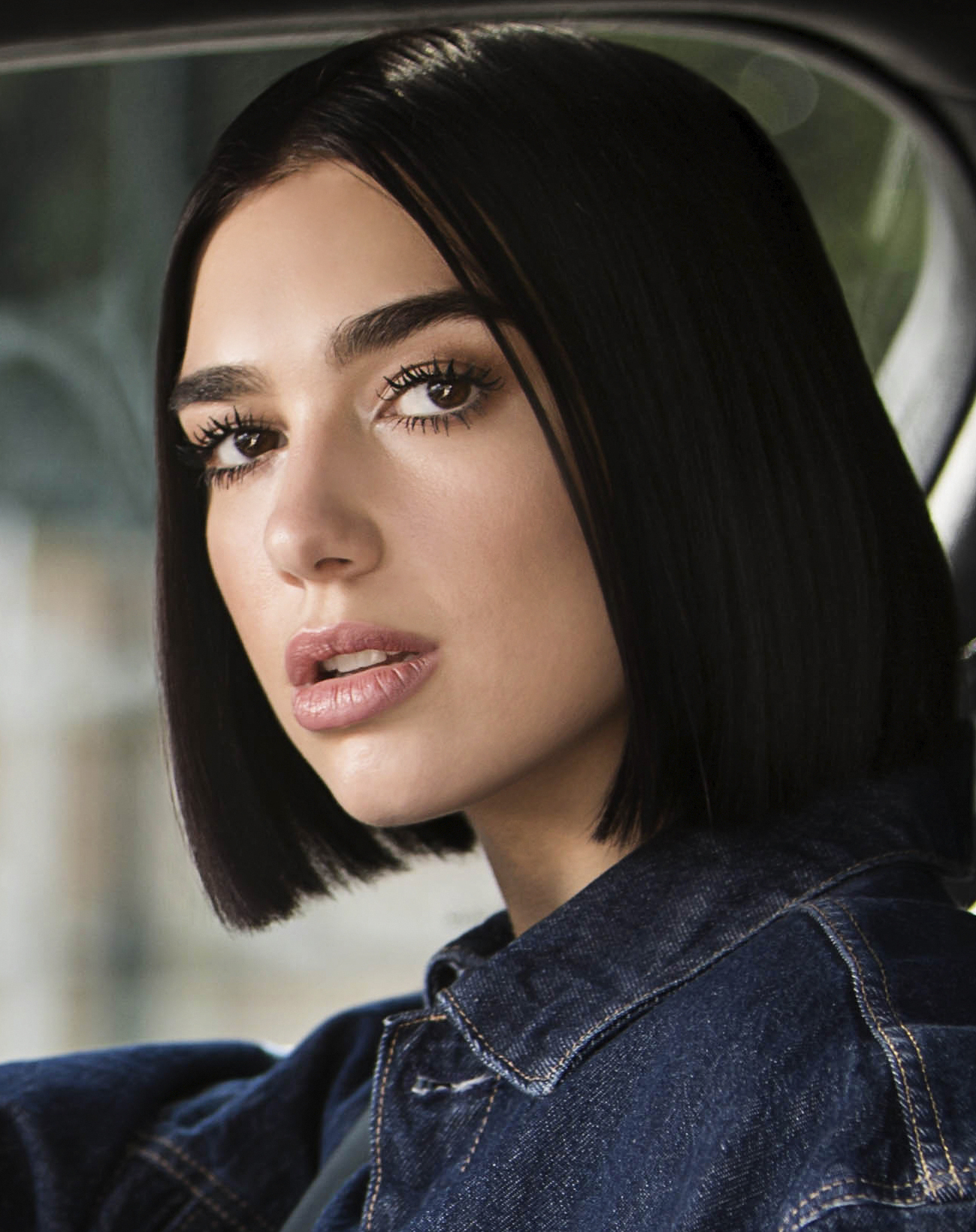
Dua Lipa, cantante y modelo de origen albanés de Kosovo.

Se cree que el primer color de cabello del Homo sapiens fue el negro. Por esta razón, el cabello negro se encuentra ampliamente distribuido en diversas regiones del mundo, incluyendo:
África negra
La cuenca del Mediterráneo (Sur de Europa, Medio Oriente y Norte de África)
Sur de Asia
Extremo Oriente
Poblaciones indígenas americanas

## Brillo y textura
A menudo se piensa que el cabello negro es más brillante, pero esto es una ilusión óptica. El brillo del cabello depende de la condición de la cutícula, la capa más externa del cabello. Cuando la cutícula está cerrada y lisa, refleja mejor la luz, creando la apariencia de brillo.
El cabello lacio natural tiende a tener la cutícula más cerrada, por lo que suele ser más brillante.
En el cabello negro lacio, el brillo es más evidente debido al contraste entre la oscuridad del cabello y la luz reflejada.
Las poblaciones de Extremo Oriente y los nativos de América a menudo presentan cabello lacio y negro, lo que realza su brillo.
El cabello negro también puede ser rizado u ondulado. La textura del cabello no depende del color, sino de la estructura de la corteza, la segunda capa del cabello. Tanto el color como la textura del cabello son determinados por la herencia genética.

## Genética del cabello negro
Las poblaciones amerindias y asiáticas del este suelen tener el cabello más grueso y liso debido a una variante del gen EDAR.
El gen EDAR está asociado con el grosor y la lisura del cabello.
La variante específica de EDAR en estas poblaciones surgió hace aproximadamente 30,000 años en China.
Estudios de genética antigua en restos humanos encontrados en el continente americano revelan:
Los primeros amerindios tenían ambas variantes del gen EDAR: el alelo-G derivado (asociado al cabello grueso y liso) y el alelo-A ancestral.
Restos sudamericanos de Cuncaicha y Lauricocha (hace 11,000 años) muestran una alta frecuencia de alelos compartidos con los amerindios actuales, lo que sugiere que el alelo-G derivado aumentó en frecuencia junto con el alelo-A ancestral.

## Galería

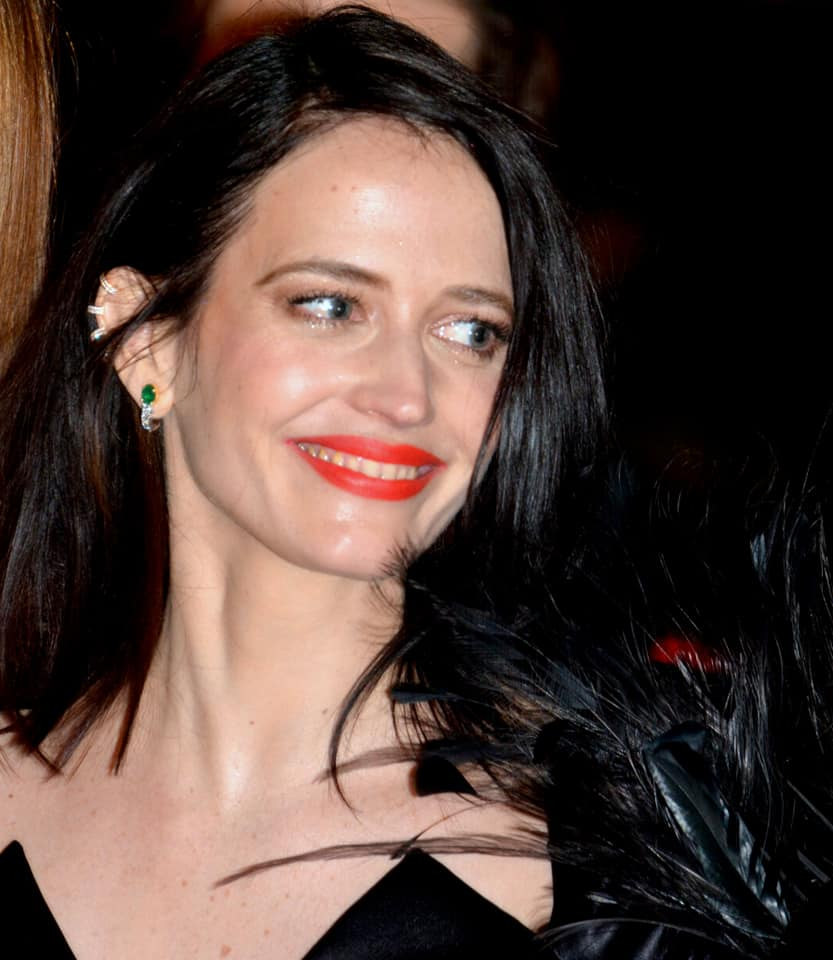
Eva Green, actriz de origen francés, sefardí y sueco.
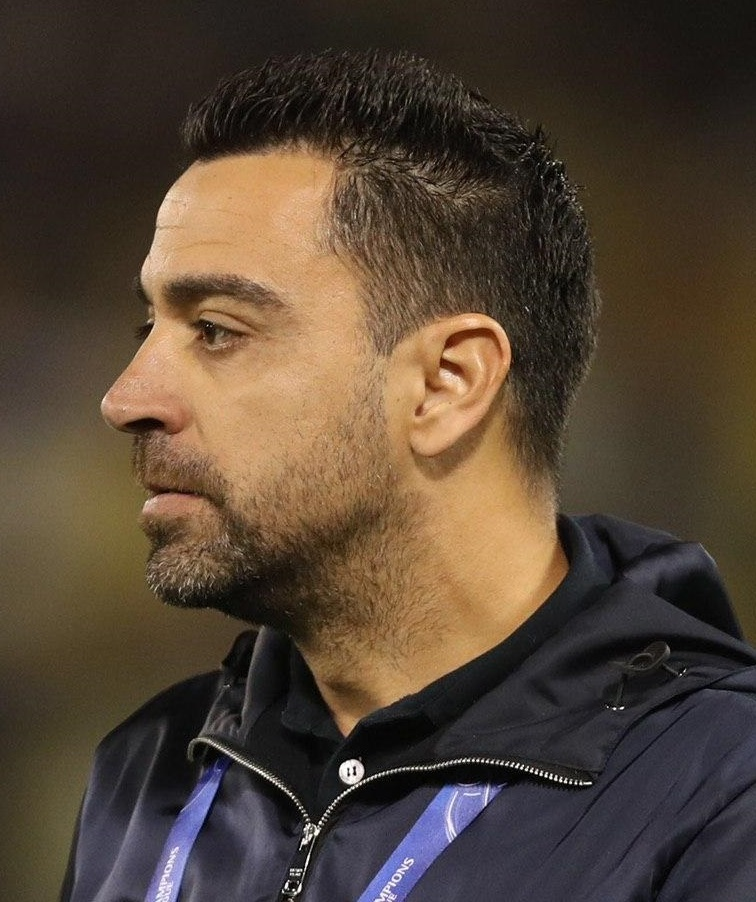
Xavi Hernández, exfutbolista y entrenador de origen catalán.
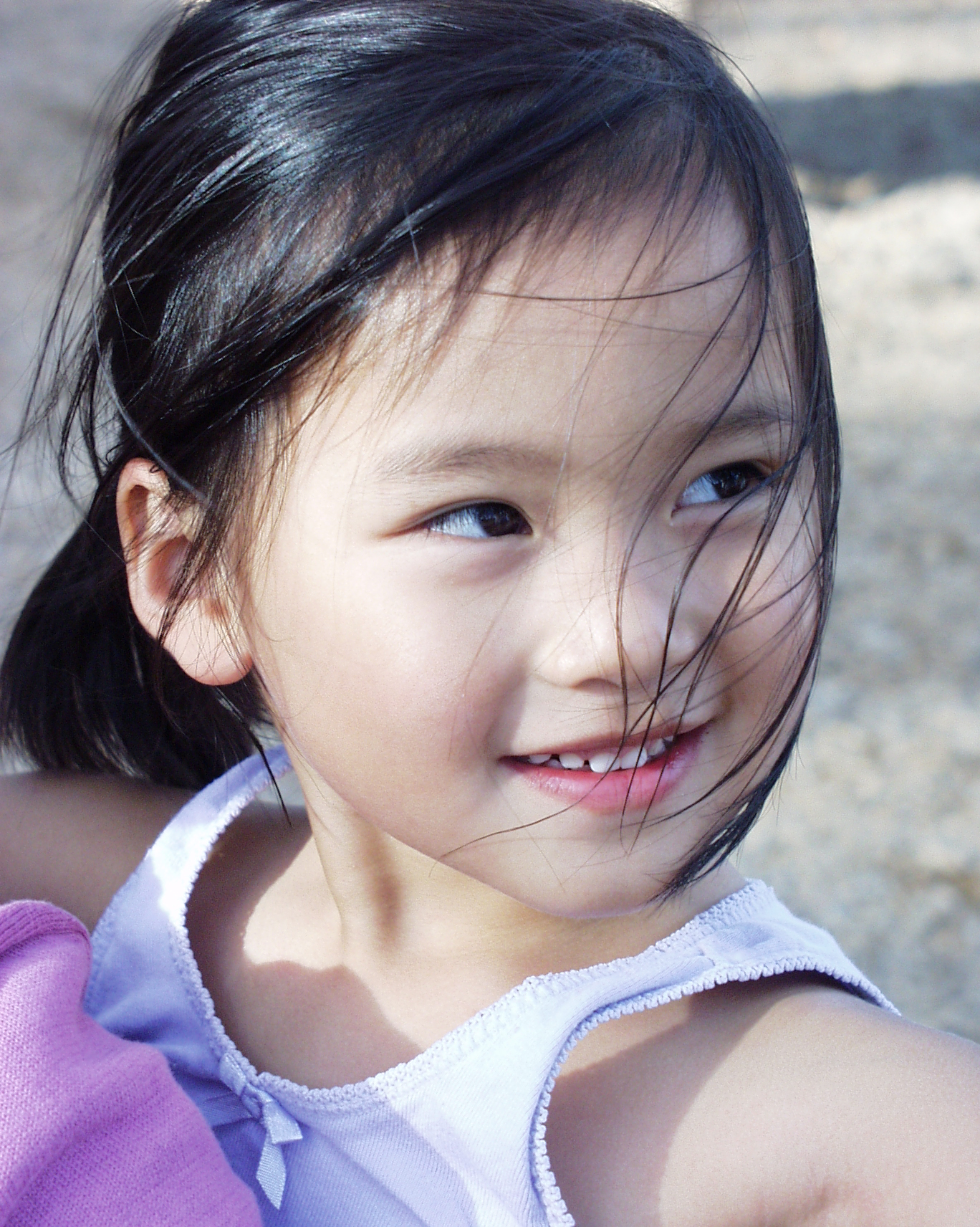
Niña china han de cabello negro brillante.
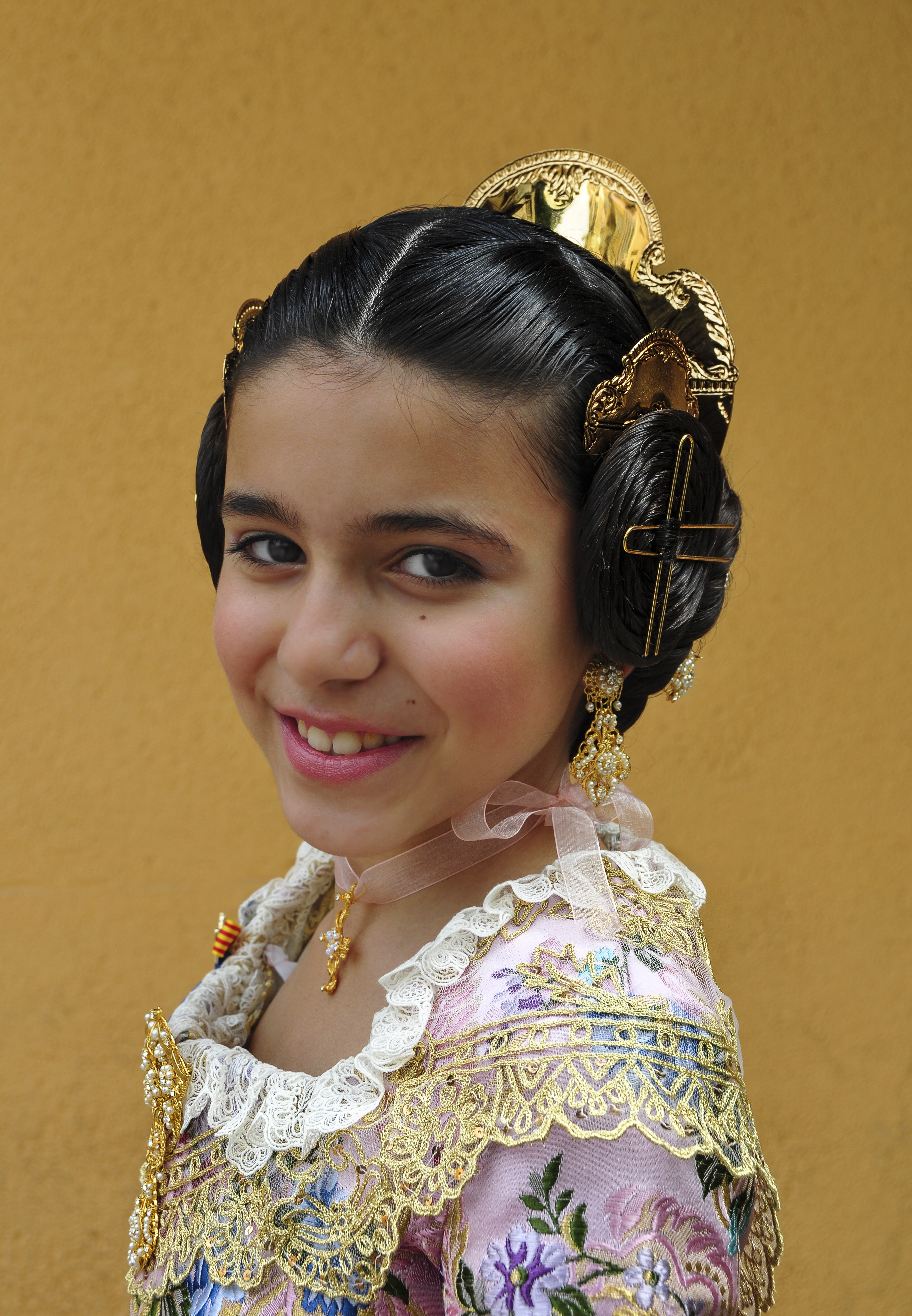
Joven española de cabello negro en Valencia.
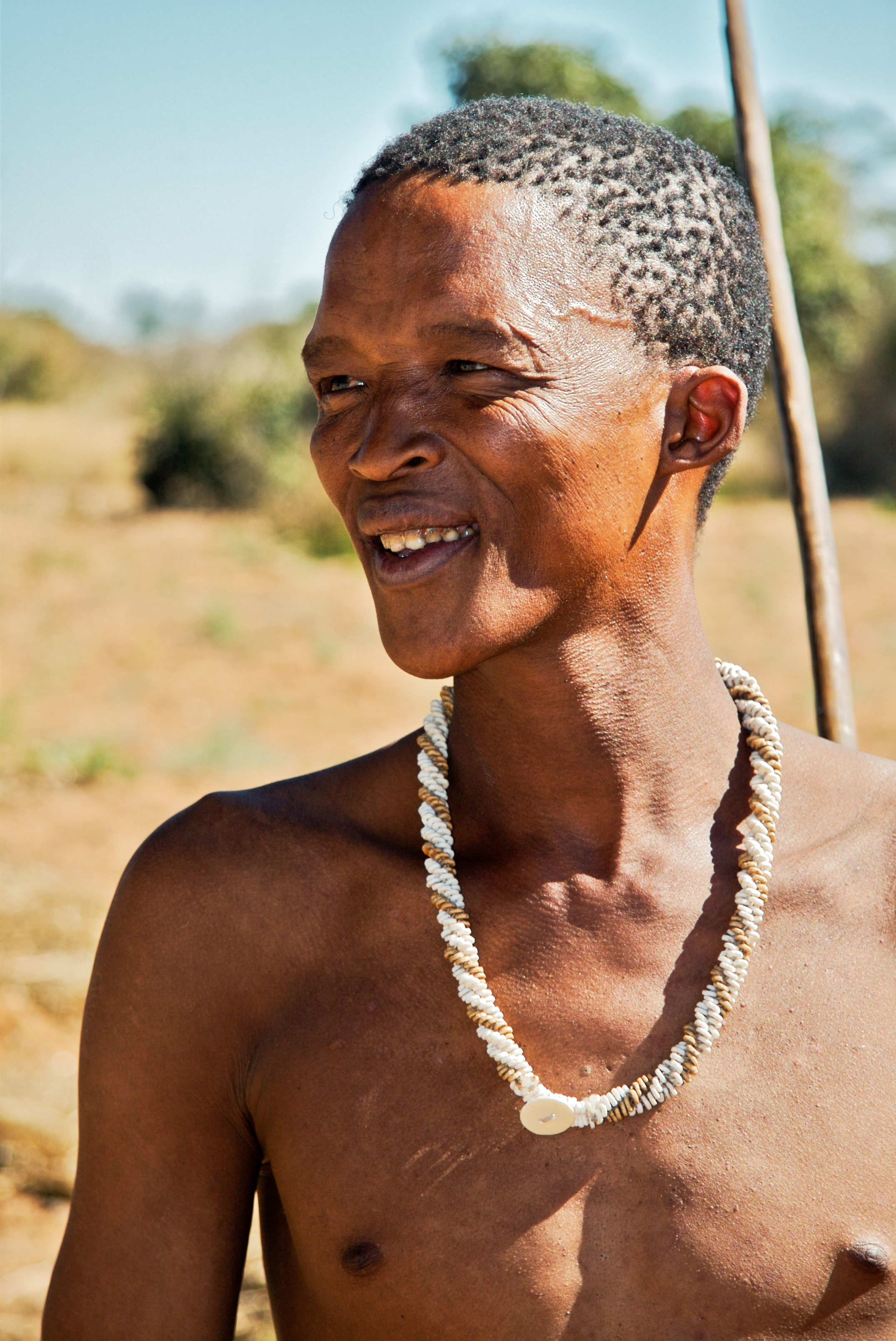
Hombre san de Botswana.
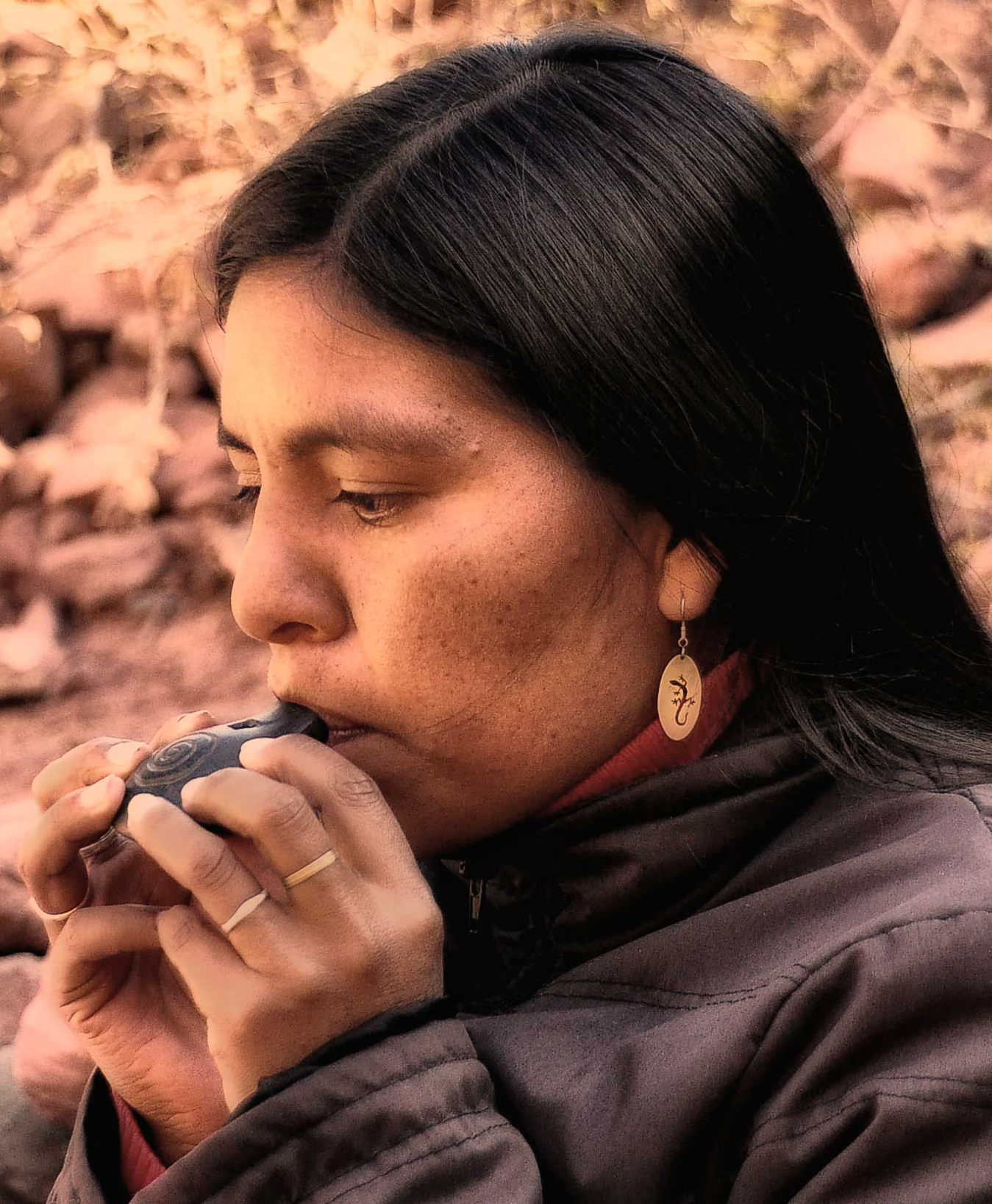
Mujer amerindia de América del Sur con el alelo-G derivado.
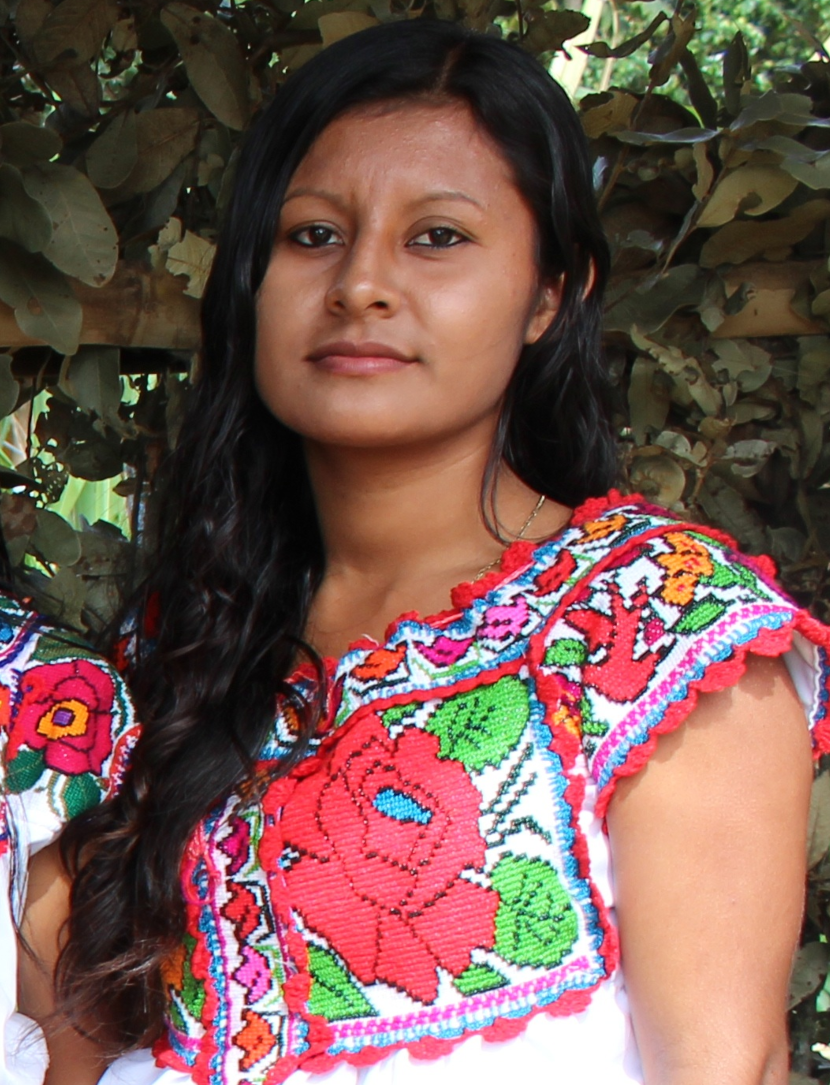
Mujer amerindia de América del Norte con el alelo-A ancestral.
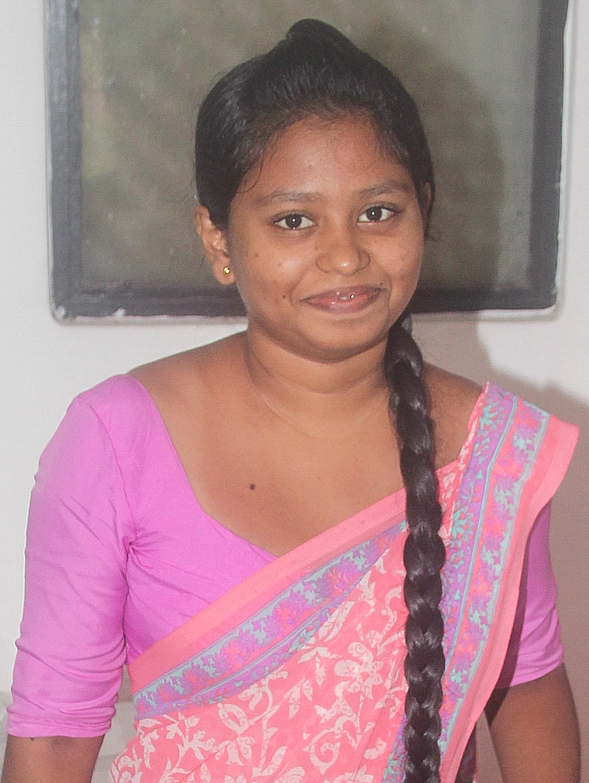
Joven india de cabello negro.
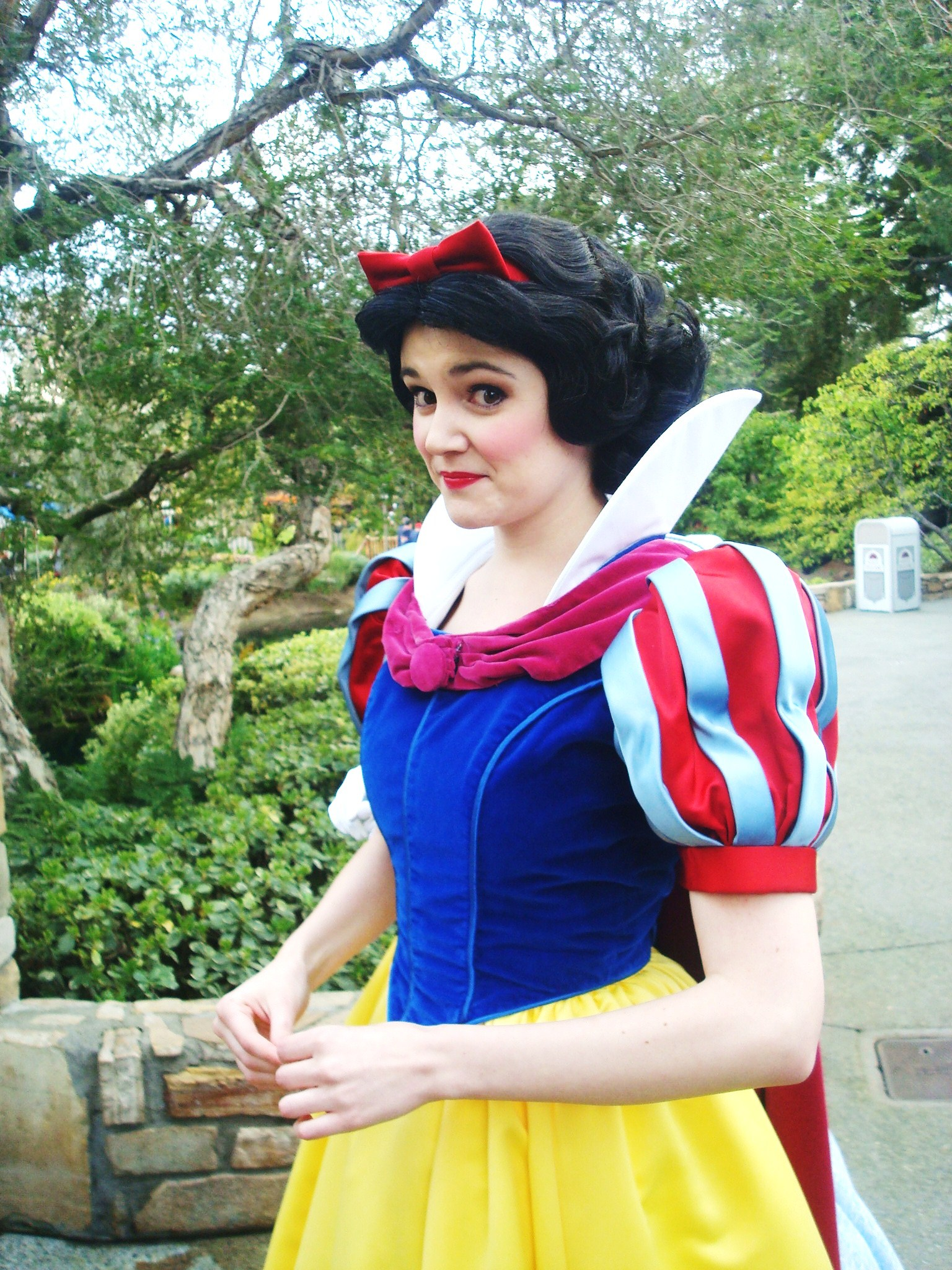
Mujer de cabello negro y piel clara con cosplay de blancanieves.